# Хильдегарда Бингенская
Хильдега́рда Би́нгенская (устар. Гильдегарда; ср.-в.-нем. Hildegard von Bingen, 16 сентября 1098, Бермерсхайм — 17 сентября 1179, монастырь Рупертсберг под Бингеном, Рейнланд-Пфальц) — немецкая монахиня, аббатиса возведённого под её руководством бенедиктинского монастыря Рупертсберг. Автор мистических книг видений, первая из которых «Путеведение, или Познание путей Господних» (Scivias, 1152), духовных стихов, песнопений, трудов по естествознанию и медицине, лексикона «Неизвестный язык» (Lingua Ignota). Пророчица. В 2012 году канонизирована Римско-католической Церковью в лике «Учитель Церкви».

## Очерк биографии и творчества

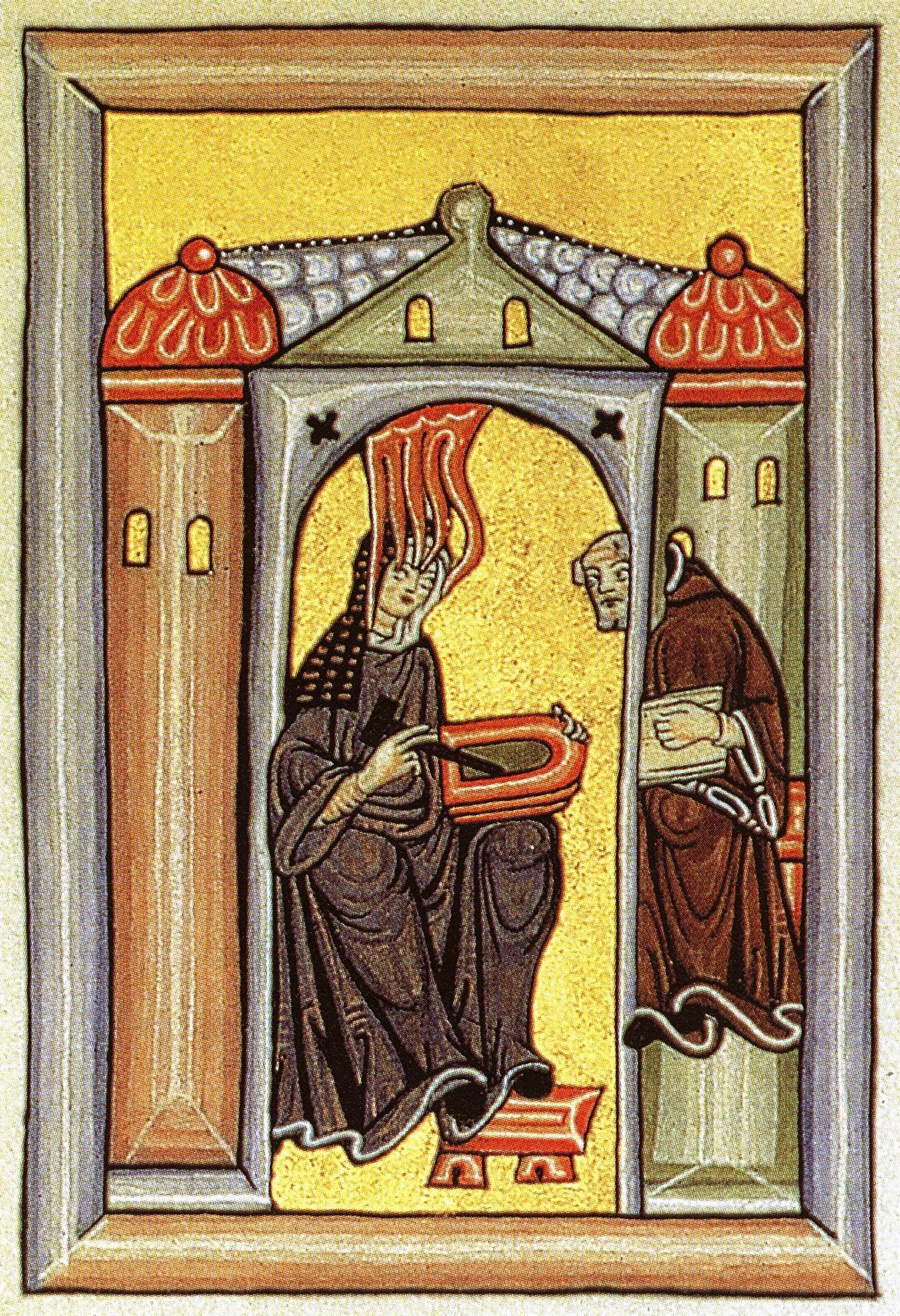
Хильдегарда Бингенская обретает божественное вдохновение и диктует своему духовнику и секретарю Вольмару (справа). Миниатюра из рукописи Scivias. Бернкастель-Кус. Библиотека госпиталя св. Николая. Cod. Cusanus 63 (ок.1210)

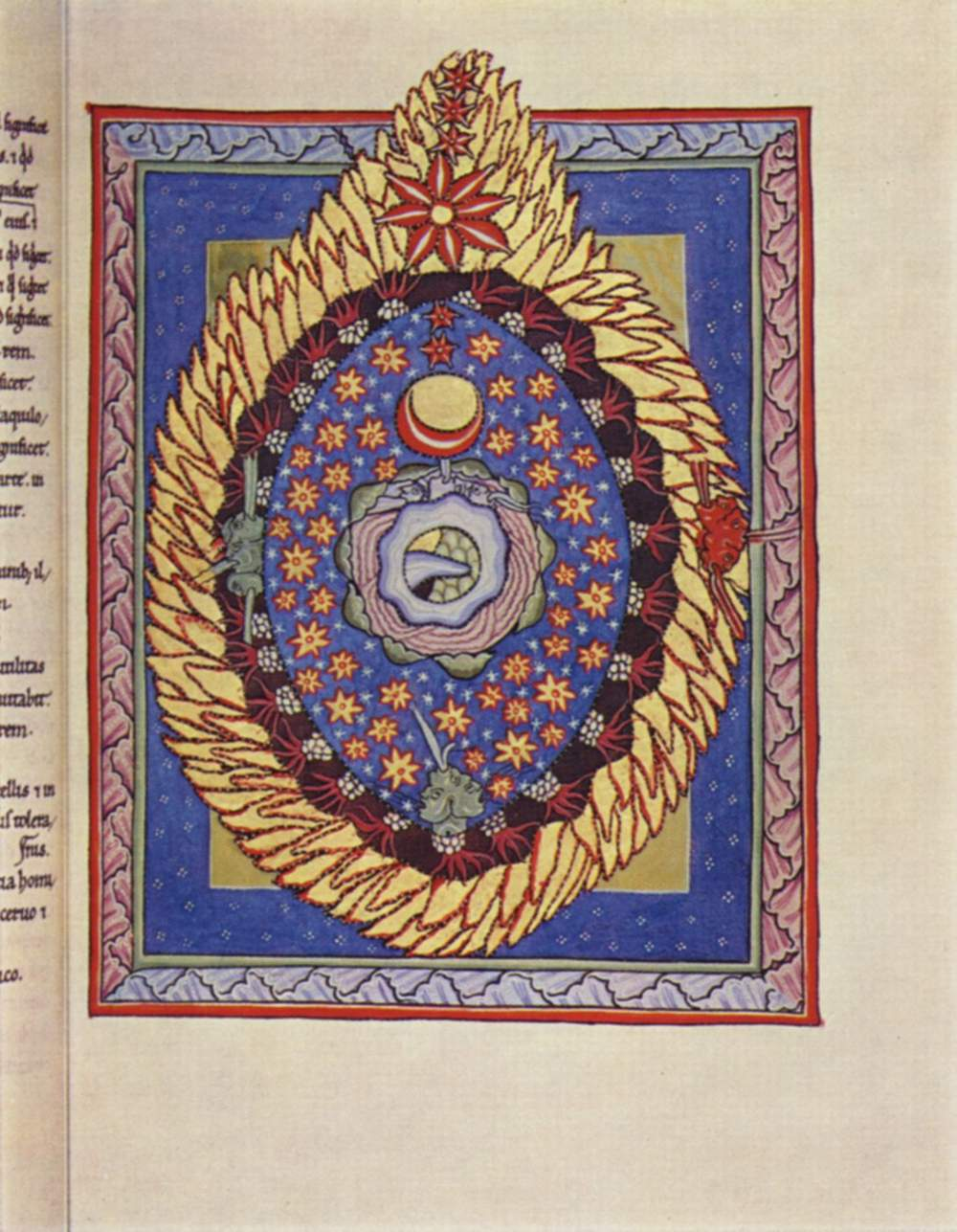
Мистико-символическое изображение Вселенной. Миниатюра из рукописи Scivias

Хильдегарда родилась в 1098 году в Бермерсхайме на территории нынешней земли Рейн-Гессен (по другим сведениям, в Бекельхейме) в семье министериалов графов фон Шпонхайм. Она была десятым ребёнком у своих родителей, Хильдеберта и Мехтильды. В возрасте восьми лет была отдана на воспитание к монахине Ютте, сестре графа Мейнхарда фон Шпонхайма. Когда Хильдегарде было четырнадцать, она вместе с Юттой поселилась в женском скиту под Бингеном под покровительством тамошнего мужского бенедиктинского монастыря, посвящённого св. Дизибоду. Помимо св. Писания Хильдегарда изучала основы семи свободных искусств, латинскую патристику, литургику.
После смерти Ютты фон Шпонхайм в 1136 году Хильдегарда взяла на себя руководство женской монашеской общиной — к тому времени в скиту было уже около десяти монахинь. В 1147—1152 годах она добилась строительства монастыря Рупертсберг под Бингеном, куда и перевела общину; в этот монастырь она принимала послушниц только из зажиточных семей. В 1165 году был создан филиал монастыря в Айбингене. Бенедиктинский монастырь (ныне церковь св. Хильдегарды) в Айбингене (район г. Рюдесхайм-на-Рейне) ныне — всемирный центр культа Хильдегарды; там покоятся её мощи.
Хильдегарда всю жизнь отличалась слабым здоровьем, что способствовало её интенсивной внутренней жизни. С юности у неё были мистические видения, о которых она первоначально рассказывала только своей наставнице Ютте. В возрасте сорока двух лет Хильдегарда, по её собственным словам, получила божественное повеление записать свои видения. После долгих сомнений она посоветовалась со своим духовником (который был также её другом и секретарём) Вольмаром, который показал её записи аббату. По настоянию аббата и местного архиепископа Хильдегарда продолжила записи и за десять лет записала 26 видений, составивших главный её труд Scivias, визионерское изображение всего круга бытия от Троицы до Страшного Суда. Публикация Scivias получила одобрение св. Бернара Клервоского и папы Евгения III.
Хильдегарда с детских лет сочиняла музыку на собственные стихи. В 1150-х гг. она собрала многие свои произведения, написанные для литургических нужд её монастыря и соседних общин, в сборнике под названием «Гармоническая симфония небесных откровений» (Symphonia armonie celestium revelationum). В него вошло более семидесяти одноголосных распевов (антифоны, респонсории, секвенции, гимны), сгруппированные по определённым литургическим темам, причём особое внимание уделялось деве Марии и св. Урсуле. Сохранилась её литургическая драма «Действо о добродетелях» (Ordo virtutum, 1-я ненотированная ред. ок. 1151, вторая нотированная — ок. 1179), которая посвящена теме борьбы за душу человеческую между 16 персонифицированными добродетелями и дьяволом (единственная мужская партия). По сути Ordo virtutum является первым в истории представлением в средневековом жанре моралите; возможно, литургическая драма была исполнена монахинями монастыря Хильдегарды в 1152 году на освящении церкви в Рупертсберге.
Среди других важных работ Хильдегарды следует назвать «Книгу о внутренней сущности различных природных созданий» (Liber subtilitatum diversarum naturarum creaturarum, между 1150 и 1160 гг.), которая сохранилась в виде двух частей. Первая часть — «Книга о простой медицине» (Liber simplicis medicinae), которую обычно называют[кто?] «Физикой»; вторая часть — «Книга о сложной медицине» (Liber compositae medicinae), на которую обычно ссылаются как на «Книгу об искусстве исцеления». В «Физике» описываются растения, минералы, деревья, камни, животные и металлы с присущими им лечебными и нелечебными свойствами. Многие медицинские наставления Хильдегарды имеют историческую ценность, но есть также сведения и советы, не потерявшие свою актуальность и сегодня. В «Книге об искусстве исцеления» Хильдегарда обращается к человеческому телу, его органам и функциям, причинам и методам лечения болезней, описывает лечебное действие различных трав, в том числе, например, конопли.
В наследие Хильдегарды входят также более краткие работы, в том числе биографии св. Дизибода, основателя монастыря, при котором зародилась её община, и св. Руперта, которому был посвящён её собственный монастырь, а также множество писем. Среди адресатов Хильдегарды были такие известные личности как папы Евгений III, Анастасий IV, Адриан IV, патриарх Иерусалимский, просивший её молиться за него, и германский император Фридрих I Барбаросса, которого она критиковала за его римскую политику и продолжение схизмы в результате назначения антипап. С епископами, аббатами и аббатисами она переписывалась чаще всего по проблемам церковной жизни, давая советы и оказывая поддержку, но временами касалась и своих мистических переживаний. Хильдегарда много путешествовала в окрестностях и часто принимала стремившихся повидаться с нею посетителей.

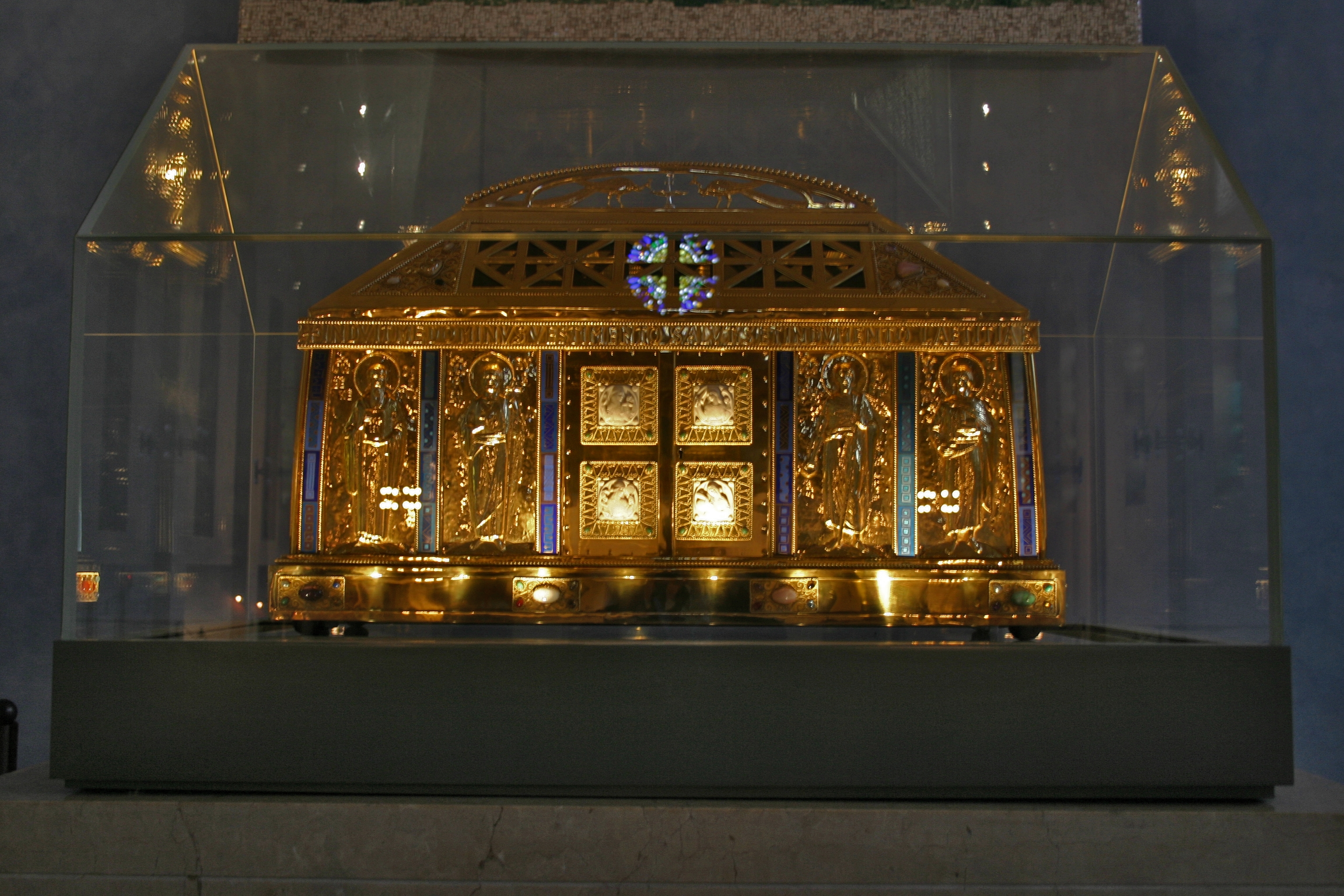
Рака Хильдегарды Бингенской в Церкви св. Хильдегарды (Рюдесхайм-на-Рейне)

Умерла Хильдегарда в 1179 году в основанном ею монастыре Рупертсберг под Бингеном. Её житие было написано двумя монахами, Готфридом и Теодорихом. Она не была официально канонизирована, но почиталась как святая. В октябре 2012 года Папа Бенедикт XVI официально канонизировал Хильдегарду Бингенскую и присвоил ей титул Учителя Церкви (лат. Doctor Ecclesiae).

## Видения с медицинской точки зрения
Многочисленные видения современная медицина[кто?] объясняет имевшейся у Хильдегарды мигренью и проявлениями зрительной ауры. В вышедшем в 1958 году подробном исследовании о Хильдегарде Сингер перечисляет наиболее типичные их черты: «Во всех видениях выделяется светящаяся точка или группа точек. Точки мерцают и движутся, обычно волнообразно, и чаще всего воспринимаются как звёзды или горящие глаза. В достаточно большом числе случаев центральный источник света, более яркий, нежели все остальные, окружён колеблющимися концентрическими кругами…». Одно из таких видений — падающие в океан и гаснущие там звёзды — означает для Хильдегарды «падение ангелов»: «Я узрела огромную звезду, сияющую и бесконечно прекрасную, и вокруг неё множество падающих звёзд; все вместе они двигались на юг… И вдруг все звёзды исчезли, сгорели дотла, обратились в чёрные угли… растворились в бездне и стали невидимы». О. Сакс диагностирует, что через её зрительное поле прошёл дождь фосфенов (световых пятен), закончившийся отрицательной скотомой (слепой зоной). Видения крепостных стен (Zelus Dei и Sedens Lucidus) — имеют другой состав: фигуры образованы линиями, исходящими из сияющей точки, но также, по мнению О. Сакса, вызваны мигренью.

## Музыкальные сочинения
Монодическиe церковные распевы Хильдегарды (всего семьдесят семь) на собственные латинские нерифмованные стихи отличаются необычной протяжённостью, богатой мелизматикой и в целом не подчиняются композиционно-техническому канону григорианского хорала: в них не обнаруживаются традиционные мелодические формулы хорала, амбитус постоянно превышает границы, типичные для плагального / автентического наклонений лада, нет стандартных реперкусс (и реперкуссии). Пьесы Хильдегарды украшены пышными мелизмами, в мелодической линии часты скачки на большие интервалы, и т. д. и т. п. Несмотря на то, что жанры её распевов традиционно классифицируются по сетке католического оффиция и мессы (антифоны, респонсории, гимны, секвенции), способ их внедрения в обычную «строгую» службу (в которой, как известно, превалируют силлабические псалмы и короткие невматические антифоны) неясен.
Музыкальные сочинения сохранились главным образов в двух средневековых кодексах — Дендермонде (Dendermonde, Sint-Pieters en Paulusabdij Biblioteek 9, ff. 153r-170v; составлен около 1175 в Рупертсберге) и так называемом «Ризенкодексе» (Wiesbaden, Hess. Landesbibl. 2 „Riesenkodex“, ff. 466r-478v, составлен около 1190). Распевы записаны в системе готической нотации.
Крупнейшими исследователями музыкального наследия Хильдегарды считаются: в Германии — Барбара Штюльмейер, в США — Маргот Фасслер.
Современная дискография Хильдегарды (LP и CD) охватывает более двухсот наименований. Полное собрание музыкальных сочинений Хильдегарды записал (на восьми CD) ансамбль средневековой музыки «Секвенция». Её музыку обрабатывал (среди прочих) Kronos Quartet.

## Рецепция
В 2009 году Маргарет фон Тротта сняла художественный фильм «Видения — из жизни Хильдегарды фон Бинген», в главной роли — Барбара Зукова.
В честь Хильдегарды назван астероид (898) Хильдегард, открытый в 1918 году.

### Факсимильные издания рукописей Хильдегарды
- Symphonia Harmoniae Caelestium Revelationum, Dendermodne St. Pieters & Paulusabdij, Ms. Cod. 9, cur. P. van Poucke, Peer 1991 (факсимильное издание нотной части кодекса Дендермонде)
- Lieder. Faksimile Riesencodex (Hs.2) der Hessischen Landesbibliothek Wiesbaden fol. 466-481v, curavit L. Welker. Mit einem Kommentar von M. Klaper. Wiesbaden, 1998 (= Elementa Musicae, 1) (факсимильное издание нотной части висбаденского "Ризенкодекса")

### Сочинения Хильдегарды и их издания
- Scivias Domini (scito vias Domini, «познай/изведай пути Господни»), часто сокращённо: Scivias. Бинген, ок. 1180.
- Liber divinorum operum («Книга трудов о Божественном»).
- Liber subtilitatum diversarum naturarum creaturarum («Книга о внутренней сущности различных природных созданий»), около 1150—1160 гг. , которая сохранилась в виде двух частей:
  - Liber simplicis medicinae («Книги простой медицины»), известна как «Физика»
  - Liber compositae medicinae, или Causae et curae («Книга сложной медицины», или «Причины [болезни] и пути лечения»).
- Symphonia. Gedichte und Gesänge, lateinisch und deutsch. Herausgegeben und übersetzt von Walter Berschin und Heinrich Schipperges. Gerlingen: Schneider, 1995. 266 S. (латинские тексты с немецким переводом, музыки нет)
- Symphonia. A critical edition of the Symphonia armonie celestium revelationum, ed. and transl. by Barbara Newman. 2nd ed. Ithaca; London: Cornell University Press, 1998 (только тексты, музыки нет).
- The personal correspondence of Hildegard of Bingen. Selected letters, with an introduction and commentary by Joseph L. Baird. Oxford: Oxford University Press, 2006 (перевод эпистолярии Хильдегарды на английский языка)
- Opera minora, ed. by P.Dronke, C.P.Evans, B.Newman etc. // Corpus Christianorum. Continuatio medievalis, 226. Turnhout: Brepols, 2007.
- Lieder (Symphoniae), hrsg. v. Barbara Stühlmeyer. Beuron: Beuroner Kunstverlag, 2012. 302 S. (Hildegard von Bingen. Werke. Bd. 4) (современные нотные транскрипции)

### Переводы на русский язык
- Семейный лечебник. Советы легендарной целительницы. М.: Мой мир, 2006
- Стихи (перевод с латыни С. Аверинцева): «Гимн о святом Духе», «Гимн святой деве Марии», «Секвенция о святом Руперте», «Секвенция об одиннадцати тысячах дев», «Секвенция о святом Максимине», «Песнопение хора девственниц». В кн.: Памятники средневековой латинской литературы X—XII веков. М., 1972

### Биография и исследования
- The Ordo virtutum of Hildegard of Bingen: Critical studies, ed. Audrey Ekdahl Davidson. Kalamazoo, Michigan: Medieval Institute Publications, 1992.
- Holsinger, Bruce. The flesh of the voice: Embodiment and the homoerotics of devotion in the music of Hildegard of Bingen (1098—1179) // Signs: Journal of Women in Culture and Society 19 (1993), pp. 92–125.
- Silvas, Anna. Jutta and Hildegard: The Biographical Sources. University Park, PA: The Pennsylvania State University Press, 1998.
- Flanagan, Sabina. Hildegard of Bingen. A visionary life. 2nd ed. London; New York: Routledge, 1998.
- Maddocks, Fiona. Hildegard of Bingen. The Woman of Her Age. New York, London: Doubleday, 2001.
- Stühlmeyer, Barbara. Die Gesänge der Hildegard von Bingen. Eine musikologische, theologische und kulturhistorische Untersuchung. Hildesheim: Olms, 2003, ISBN 3-487-11845-9.
- Embach, Michael. Die Schriften Hildegards von Bingen. Studien zu ihrer Überlieferung und Rezeption im Mittelalter und in der Frühen Neuzeit. Berlin, 2003.
- Welzel P. Hildegards Lied: Hildegard von Bingen — Der Roman ihres Lebens. Frankfurt am Main: Krüger-Verlag, 2005.
- Moulinier, Laurence. Conception et corps féminin selon Hildegarde de Bingen // Storia delle Donne 1, No.1 (2005), p. 139‑157.
- Sweet V. Rooted in the Earth, Rooted in the Sky: Hildegard of Bingen and Premodern Medicine. New York: Routledge, 2006.
- Kluge H. Die Kräuterheilkunde der Hildegard von Bingen. Stuttgart: Lüchow, 2006.
- Dronke P. Hildegard’s inventions. Aspects of her language and imagery // Dronke P. Forms and imaginings: from Antiquity to the fifteenth century. Roma: Edizioni di storia e litteratura, 2007, p. 271—292 (репринт статьи 2000 г.)
- A companion to Hildegard von Bingen, ed. by Beverly Kienzle, George Ferzoco and Debra Stoudt. Leiden: Brill, 2014. ISBN 978-90-04-26070-2.
- Р. Перну. Хильдегарда Бингенская. М.: Изд. францисканцев, 2014. ISBN 978-5-89208-120-7

## В филателии
Хильдегарда Бингенская изображена на почтовой марке Лихтенштейна 1983 года.